# Gloucester Island
Gloucester Island è la maggiore isola del Northern Group, un sottogruppo che fa parte delle Whitsunday. È situata nel mar dei Coralli al largo della costa centrale del Queensland, in Australia. L'isola si trova a est di Bowen ed è un parco nazionale (Gloucester Islands National Park); ha una superficie di 27,5 km²; la sua altezza massima è di 544 m.

## Storia
L'isola è stata avvistata per la prima volta dall'esploratore James Cook nel 1770, durante il suo primo viaggio ed erroneamente denominata Cape Gloucester.